# Uganda na Letnich Igrzyskach Olimpijskich 1988
Uganda na Letnich Igrzyskach Olimpijskich 1988 – występ kadry sportowców reprezentujących Ugandę na igrzyskach olimpijskich w Seulu. Reprezentacja liczyła 22 zawodników – 20 mężczyzn i 4 kobiety.
Był to ósmy występ reprezentacji Ugandy na letnich igrzyskach olimpijskich.

## Reprezentanci

### Boks
| Zawodnik          | Konkurencja          | 1/32             | 1/16             | 1/8              | Ćwierćfinał      | Półfinał         | Finał            | Finał   | Źródło |
| Zawodnik          | Konkurencja          | Przeciwnik Wynik | Przeciwnik Wynik | Przeciwnik Wynik | Przeciwnik Wynik | Przeciwnik Wynik | Przeciwnik Wynik | Miejsce | Źródło |
| ----------------- | -------------------- | ---------------- | ---------------- | ---------------- | ---------------- | ---------------- | ---------------- | ------- | ------ |
| Fred Muteweta     | waga papierowa       | BYE              | McCullough P 0-5 | NQ               | NQ               | NQ               | NQ               | 17.     | [ 1 ]  |
| Emmanuel Nsubuga  | waga musza           | BYE              | Obeyb W TKO      | Abed P 2-3       | NQ               | NQ               | NQ               | 9.      | [ 2 ]  |
| Edward Obewa      | waga kogucia         | Tutuk P 2-3      | NQ               | NQ               | NQ               | NQ               | NQ               | 33.     | [ 3 ]  |
| Charles Lubulwa   | waga lekka           | Onoko P RSC      | NQ               | NQ               | NQ               | NQ               | NQ               | 33.     | [ 4 ]  |
| Dan Odindo        | waga lekkopółśrednia | Destre W WO      | Altansükh P RSC  | NQ               | NQ               | NQ               | NQ               | 17.     | [ 5 ]  |
| Kasmiro Omona     | waga półśrednia      | Künzler P 0-5    | NQ               | NQ               | NQ               | NQ               | NQ               | 33.     | [ 6 ]  |
| John Boscoe Waigo | waga lekkośrednia    | BYE              | Sagnon P RSC     | NQ               | NQ               | NQ               | NQ               | 17.     | [ 7 ]  |
| Franco Wanyama    | waga średnia         | BYE              | Dabaj W 5-0      | Joyce W 3-2      | Sande P 0-5      | NQ               | NQ               | 5.      | [ 8 ]  |
| Patrick Lihanda   | waga półciężka       | —                | Szanawazow P 2-3 | NQ               | NQ               | NQ               | NQ               | 17.     | [ 9 ]  |

### Lekkoatletyka
| Zawodnik                                          | Konkurencja        | Eliminacje | Eliminacje | Ćwierćfinał | Ćwierćfinał | Półfinał | Półfinał | Finał   | Finał   | Źródło |
| Zawodnik                                          | Konkurencja        | Wynik      | Miejsce    | Wynik       | Miejsce     | Wynik    | Miejsce  | Wynik   | Miejsce | Źródło |
| ------------------------------------------------- | ------------------ | ---------- | ---------- | ----------- | ----------- | -------- | -------- | ------- | ------- | ------ |
| Joseph Ssali                                      | bieg na 100 m      | 10,95      | 80.        | NQ          | NQ          | NQ       | NQ       | NQ      | NQ      | [ 10 ] |
| Sunday Olweny                                     | bieg na 200 m      | 21,79      | 48.        | NQ          | NQ          | NQ       | NQ       | NQ      | NQ      | [ 11 ] |
| John Goville                                      | bieg na 400 m      | 47,11      | 38.        | NQ          | NQ          | NQ       | NQ       | NQ      | NQ      | [ 12 ] |
| Benjamin Longiros                                 | maraton            | —          | —          | —           | —           | —        | —        | 2:30:29 | 62.     | [ 13 ] |
| Vincent Ruguga                                    | maraton            | —          | —          | —           | —           | —        | —        | 2:31:04 | 63.     | [ 13 ] |
| Fred Ogwang                                       | maraton            | —          | —          | —           | —           | —        | —        | 2:59:35 | 92.     | [ 13 ] |
| Moses Musonge Joseph Ssali John Goville Mike Okot | sztafeta 4 × 100 m | 41,39      | 23.        | —           | —           | NQ       | NQ       | NQ      | NQ      | [ 14 ] |

| Zawodnik    | Konkurencja    | Kwalifikacje | Kwalifikacje | Finał | Finał   | Źródło |
| Zawodnik    | Konkurencja    | Wynik        | Miejsce      | Wynik | Miejsce | Źródło |
| ----------- | -------------- | ------------ | ------------ | ----- | ------- | ------ |
| Justin Arop | rzut oszczepem | 69,10        | 33.          | NQ    | NQ      | [ 15 ] |

Kobiety
| Zawodniczka                                            | Konkurencja                | Eliminacje | Eliminacje | Ćwierćfinał | Ćwierćfinał | Półfinał | Półfinał | Finał | Finał   | Źródło |
| Zawodniczka                                            | Konkurencja                | Wynik      | Miejsce    | Wynik       | Miejsce     | Wynik    | Miejsce  | Wynik | Miejsce | Źródło |
| ------------------------------------------------------ | -------------------------- | ---------- | ---------- | ----------- | ----------- | -------- | -------- | ----- | ------- | ------ |
| Farida Kyakutewa                                       | bieg na 100 m              | 12,32      | 52.        | NQ          | NQ          | NQ       | NQ       | NQ    | NQ      | [ 16 ] |
| Farida Kyakutewa                                       | bieg na 400 m              | 56,00      | 38.        | NQ          | NQ          | NQ       | NQ       | NQ    | NQ      | [ 17 ] |
| Oliver Acii                                            | bieg na 200 m              | 24,39      | 40.        | NQ          | NQ          | NQ       | NQ       | NQ    | NQ      | [ 18 ] |
| Ruth Kyalisima                                         | bieg na 400 m przez płotki | 59,62      | 33.        | —           | —           | NQ       | NQ       | NQ    | NQ      | [ 19 ] |
| Oliver Acii Grace Buzu Farida Kyakutewa Ruth Kyalisima | sztafeta 4 × 100 m         | 46,55      | 19.        | —           | —           | NQ       | NQ       | NQ    | NQ      | [ 20 ] |

### Podnoszenie ciężarów
Mężczyźni
| Zawodnik             | Konkurencja     | Rwanie | Rwanie  | Podrzut  | Podrzut | Razem    | Pozycja | Źródło |
| Zawodnik             | Konkurencja     | Wynik  | Pozycja | Wynik    | Pozycja | Razem    | Pozycja | Źródło |
| -------------------- | --------------- | ------ | ------- | -------- | ------- | -------- | ------- | ------ |
| Joseph Kaddu Kutfesa | waga do 67,5 kg | 90 kg  | 22.     | 125 kg   | 19.     | 215 kg   | 21.     | [ 21 ] |
| Ali Kavuma           | waga do 90 kg   | 100 kg | 25.     | 132,5 kg | 24.     | 232,5 kg | 24.     | [ 22 ] |